# Coriscada
Coriscada est un village (freguesia) portugais de la commune de Mêda, avec une superficie de 25.33 km2 et une population de 246 habitants (2001).
Le village se situe au nord de la région de Beira Alta (Haute Berge) et fait partie du Conseil de Mêda, dans le District de Guarda.
Sa densité de population s'élève à 9.7 hab/km2.